# Patrik Kovács (Dartspieler)
Patrik Kovács (* 3. Oktober 1996 in Ózd) ist ein ungarischer Dartspieler.

## Karriere
Zum ersten Mal trat Patrik Kovács 2011 in Erscheinung, als er im Alter von gerade einmal 15 Jahren ein Viertelfinale bei der damals neu geschaffenen Youth Tour erreichte. Nach vermehrten Teilnahmen bei WDF- und BDO-Turnieren nahm er 2015 erstmals am WDF World Cup teil, wo er zum Auftakt Darius Labanauskas unterlag. Sein erster Auftritt vor Fernsehkameras folgte 2016 beim World Cup der PDC. Gemeinsam mit Nándor Bezzeg schlug er das thailändische Team mit 5:3, gegen Belgien gab es im Achtelfinale zwei Niederlagen für die Ungarn. Im September 2018 qualifizierte sich Kovács mit den International Darts Open zum ersten Mal für ein Event der European Tour. Zum Auftakt unterlag er dem Iren Steve Lennon mit 1:6. Nach der erstmaligen Teilnahme an der PDC Qualifying School im Januar 2019 nahm der Ungar im November des Jahres erstmals an der Jugend-WM teil, wo er in der Gruppenphase ausschied.
Nach einer weiteren erfolglosen Q-School-Teilnahme gab es 2020 eine weitere Teilnahme am World Cup, an der Seite von János Végső gab es keinen erneuten Sieg. Nur knapp verpasste Kovács seine erste PDC-WM-Teilnahme, gegen Boris Krčmar unterlag er im Finale des osteuropäischen Qualifikationsturniers. Im November konnte er die erste Ausgabe des WDF Virtual Cups für sich entscheiden, im Finale schlug er Alan Soutar mit 6:4. Gegen Litauen gab es beim World Cup 2021 erneut eine Auftaktniederlage. Wenig später nahm Kovács als osteuropäischer Qualifikant zum zweiten Mal an einem Event der European Tour teil, gegen Rob Cross unterlag er auf Gibraltar mit 4:6. Bei der Q-School war der Ungar auch 2022 wieder am Start, konnte sich in der Final Stage aber erneut keine Tour Card sichern. Im März desselben Jahres gewann er die Budapest Classic der WDF. Ende Juni folgte ein weiterer WDF-Titel, er gewann das Finale der Romanian Open mit 5:0 gegen Scott Marsh. Ebenfalls siegreich war er nach einem 5:3 über Lászlo Kádár bei den Serbia Open.
Bei der WDF World Darts Championship 2023, für die sich Kovács bereits 2022 qualifizieren konnte, unterlag er in der ersten Runde knapp dem US-Amerikaner Jim Widmayer mit 1:2.
Bei der Q-School 2024 war Kovács wieder dabei. Seine vier Siege reichten dabei allerdings nicht für die Final Stage. Daraufhin setzte er seine Karriere bei der WDF fort und spielte sich bei den Romanian Open ins Finale, das er mit 3:5 gegen Alexander Merkx verlor. Bei den Slovak Open stand Kovács im Halbfinale. Kurz darauf stand er im Finale der Budapest Classic, das er mit 4:5 gegen Sybren Gijbels verlor. Am gleichen Wochenende gewann er dafür das Budapest Masters mit 5:4 gegen Pim van Bijnen.
Ende September ging Kovács für Ungarn beim WDF Europe Cup 2024 an den Start. Im Einzel gewann er zwei Spiele, im Doppel gingen er und György Jehirszki leer aus. Mit dem Team gewann Kovács die Gruppenphase, schied aber im Achtelfinale knapp gegen Dänemark aus. Kurz darauf war Kovács Teil des World Masters 2024 vor heimischem Publikum in Budapest. Er blieb jedoch mit nur zwei Siegen und zwei Niederlagen in der Gruppenphase hängen. Kurz darauf stand Kovács beim Hungarian Classic im Halbfinale. Bei der WDF World Darts Championship 2024 unterlag Kovács Ende November in der ersten Runde dem Schweden Björn Lejon mit 0:2.

## Weltmeisterschaftsresultate

### PDC-Jugend
- 2019: Gruppenphase (Niederlagen gegen  Aiden Cope und  Keane Barry)

### WDF
- 2023: 1. Runde (1:2-Niederlage gegen  Jim Widmayer)
- 2024: 1. Runde (0:2-Niederlage gegen  Björn Lejon)

## Titel

### WDF
- Silber Turniere:
  - Romanian Open: (1) 2022
  - Hungarian Masters: (1) 2023
- Bronze-Turniere 
  - Budapest Classic: (1) 2022
  - Serbia Open: (1) 2022
- Sonstige 
  - Budapest Masters: (1) 2021
  - Budapest Classic: (1) 2021